# کردی کرمانشاهی
کُردی کرماشانی یا کُردی کرمانشاهی نام لهجه‌ای از کردی جنوبی است که در شهر کرمانشاه مرکز استان کرمانشاه رواج دارد.
زبان کردی، یکی از زبان‌های ایرانی غربی است که به سه شاخهٔ اصلی شمالی، مرکزی و جنوبی تقسیم می‌شود. شاخهٔ شمالی کرمانجی و شاخهٔ مرکزی سورانی نیز نامیده می‌شود. کردی کرماشانی یکی از گویش‌هایی است که در شاخۀ کردی جنوبی قرار می‌گیرد.
این لهجه با توجه به خصوصیات مشترکی که با لهجهٔ قصری (لهجهٔ رایج در شهر قصر شیرین) دارد در برخی از منابع با عنوان گویش کردی قصری–کرماشانی شناخته می‌شود. کردی کرماشانی همچنین مشابهت بسیار بالایی را با کردی کلهری و کُردی کلیائی نشان می‌دهد.

## رده‌شناسی زبانی
- زبان‌های هندواروپایی
  - زبان‌های هندوایرانی
    - زبان‌های ایرانی
      - زبان‌های ایرانی غربی
        - زبان‌های ایرانی شمال غربی
          - زبان‌های کردی
            - زبان  کردی جنوبی
              - گویش قصری-کرماشانی
                - لهجۀ کرماشانی

### تمایز کردی کرماشانی از کردی کلهری
محمد دبیرمقدم در کتاب رده‌شناسی زبان‌های ایرانی دو گویش کردی کرماشانی و کردی کلهری را دارای هم‌پوشانی فراوانی دانسته‌است. دبیرمقدم که این دو گویش را بر اساس ۲۴ مؤلفۀ مربوط به ترتیب واژه‌ها بررسی کرده‌است بر این باور است که این دو گویش تنها در یک مؤلفه که به «توالی فعل و گروه حرف اضافه‌ای» مربوط است با یکدیگر تفاوت دارند. دبیرمقدم می‌گوید در کردی کلهری گروه حرف اضافه‌ای همیشه قبل از فعل ظاهر می‌شود. اما در کردی کرماشانی گروه حرف اضافه‌ای گاه قبل از فعل و گاه بعد از فعل ظاهر می‌شود. مثال‌هایی از این تمایز در جدول زیر مشاهده می‌شود.
| کلهری                                     | کرماشانی                                | معنای فارسی                            |
| ----------------------------------------- | --------------------------------------- | -------------------------------------- |
| مه کتاوه‌گه وه مه‌ریه‌م دام.                 | مه کتاوه‌گه دامه مه‌ریه‌م.                 | من کتاب را به مریم دادم.               |
| ئه‌وانه له خانه‌قین وه کرماشان مونته‌قل بۊن. | ئه‌وانه وه خانه‌قین مونته‌قل بۊنه کرماشان. | آن‌ها از خانقین به کرمانشاه منتقل شدند. |
| مه وه دیوار ته‌کیه دام.                    | مه ته‌ک دامه قه‌ێ دیوار.                  | من به دیوار تکیه دادم.                 |

## واج‌شناسی
نظام واجی کردی کرمانشاهی با دیگر گویش‌های کردی جنوبی همسان است.

### همخوان‌ها
کردی کرماشانی دارای ۲٩ همخوان است که عبارت‌اند از: /ئـ/، /ب/، /پ/، /ت/، /ج/، /چ/، /خ/، /د/، /ر/، /ڕ/، /ز/، /ژ/، /س/، /ش/، /غ/، /ف/، /ڤ/، /ق/، /ک/، /گ/، /ل/، /ڵ/، /م/، /ن/، /نگ/، /و/، /ھ/، /ی/، /ێ/
| همخوان | نشانۀ آواشناختی | نشانۀ الفبایی (لاتین) | نشانۀ الفبایی (آرامی) | نماینده    | مثال                    | معنای فارسی مثال  |
| ------ | --------------- | --------------------- | --------------------- | ---------- | ----------------------- | ----------------- |
| /ʔ/    | [ʔ]             | ', -                  | ئـ                    | ء، ع       | ئاو /ʔɒ:w/              | آب                |
| /b/    | [b]             | B, b                  | ب                     | ب          | برا /bɪrɒ:/             | برادر             |
| /p/    | [p]             | P, p                  | پ                     | پ          | پرسه /pɪrsæ/            | مجلس ختم          |
| /t/    | [t]             | T, t                  | ت                     | ت، ط       | ته‌م /tæm/               | مه                |
| /dʒ/   | [d͡ʒ]            | C, c                  | ج                     | ج          | جاران /dʒɒ:rɒ:n/        | قبلاً، سابقاً       |
| /tʃ/   | [t͡ʃ]            | Ç, ç                  | چ                     | چ          | چه‌و /tʃæw/              | چشم               |
| /χ/    | [χ]             | X, x                  | خ                     | خ          | خارچگ /χɒ:rtʃɪɡ/        | قارچ              |
| /d/    | [d]             | D, d                  | د                     | د          | داڵگ /dɒ:ɫɪɡ/           | مادر              |
| /r/    | [r]             | R, r                  | ر                     | ر          | ساروو /sɒ:ru:/          | شیدا، سرمست       |
| /ɾ/    | [ɾ]             | Ř, ř                  | ڕ                     | ڕ          | ڕاو /ɾɒ:w/              | شکار              |
| /z/    | [z]             | Z, z                  | ز                     | ز، ذ، ض، ظ | زنه‌ێ /zɪnæɣ/            | زندگی             |
| /ʒ/    | [ʒ]             | J, j                  | ژ                     | ژ          | ژن /ʒɪn/                | زن                |
| /s/    | [s]             | S, s                  | س                     | س، ص، ث    | سوومارە /su:mɒ:ræ/      | ملت               |
| /ʃ/    | [ʃ]             | Ş, ş                  | ش                     | ش          | شه‌وه‌کی /ʃæwæki/         | صبح               |
| /ʁ/    | [ʁ]             | X́, x́                  | غ                     | غ          | غه‌ریوی /ʁæriwi/         | غربت              |
| /f/    | [f]             | F, f                  | ف                     | ف          | فره‌زان /fɪræzɒ:n/       | بسیار دانا        |
| /v/    | [v]             | V, v                  | ڤ                     | و          | ئه‌ڤداڵ /ʔævdɒ:ɫ/        | درویش، قلندر      |
| /ɢ/    | [ɢ]             | Q, q                  | ق                     | ق          | قنچ کردن [ɢɪntʃkɪrdɪn]  | آراستن            |
| /k/    | [k]             | K, k                  | ک                     | ک          | کوردستان /kwɪrdɪstɒ:n/  | کردستان           |
| /ɡ/    | [ɡ]             | G, g                  | گ                     | گ          | گشت /ɡɪʃt/              | همه، کل           |
| /l/    | [l]             | L, l                  | ل                     | ل          | له‌ره /læræ/             | لرزش اندک         |
| /l/    | [l]             | Ł, ł                  | ڵ                     | ڵ          | ماڵ /mɒ:ɫ/              | خانه              |
| /m/    | [m]             | M, m                  | م                     | م          | ماوه /mɒ:wæ/            | مدت               |
| /n/    | [n]             | N, n                  | ن                     | ن          | ناسین /nɒ:sin/          | شناختن            |
| /ŋ/    | [ŋ]             | Ng, ng                | نگ                    | نگ         | مانگ /mɒ:ŋɡ/            | ماه               |
| /w/    | [w]             | W, w                  | و                     | و          | واوه‌سه /wɒ:wæsæ/        | مقاومت            |
| /h/    | [h]             | H, h                  | ھ                     | ھ، ح       | هڕشت /hɪɾɪʃt/           | یورش، هجوم یک‌باره |
| /j/    | [j]             | Y, y                  | ی                     | ی          | یه‌که‌وگرتن /jækæwɡɪrtɪn/ | اتحاد،‌ همبستگی    |
| /ɣ/    | [ɣ]             | Ŷ, ŷ                  | ێ                     | ی          | سه‌ێران /sæɣrɒ:n/        | گردش              |

### واکه‌ها
کردی کرماشانی دارای ۹ واکه است که عبارت‌اند از: /ـه/، /_ْ/، /ێ/، /ی/، /و/، /ۆ/، /وو/، /ۊ/، /ا/
| واکه | نشانۀ آواشناختی | نشانۀ الفبایی (لاتین) | نشانۀ الفبایی (آرامی) | نماینده | مثال                          | معنای فارسی مثال |
| ---- | --------------- | --------------------- | --------------------- | ------- | ----------------------------- | ---------------- |
| /æ/  | [æ]             | E, e                  | ـه                    | -َ       | مه‌ڕ /mæɾ/                     | غار              |
| /ɪ/  | [ɪ]             | I, i                  | -ْ                     | -ِ       | قڕ /ɢɪɾ/                      | مرگ دسته‌جمعی     |
| /e:/ | [e:]            | Ê, ê                  | ێ                     | -ِ       | شێر /ʃe:r/                    | شیر جنگل         |
| /i/  | [i]             | Î, î                  | ی                     | ی       | شیر /ʃir/                     | شیر خوراکی       |
| /u/  | [u]             | U, u                  | و                     | و       | گوتگ /ɡutɪɡ/                  | خانۀ کوچک        |
| /o:/ | [o:]            | O, o                  | ۆ                     | و       | گۆمه، گۆمه‌ز /ɡo:mæz/, /ɡo:mæ/ | گنبد             |
| /u:/ | [u:]            | Û, û                  | وو                    | و       | قوومیان /ɢu:mijɒ:n/           | اتفاق افتادن     |
| /ü/  | [ü]             | Ü, ü                  | ۊ                     | و، یو   | وه‌ۊ /wæü/                     | عروس             |
| /ɒ:/ | [ɒ:]            | A, a                  | ا                     | ا، آ    | زاوا /zɒ:wɒ:/                 | داماد            |

## علامت جمع

### جمع ناشناس (نکره)
علامت جمع اسم در کردی کرماشانی برای اسامی ناشناس /ـه‌یل/ (eyl) و /ان/ (an) است. مثال‌هایی از جمع بستن اسم ناشناس در جدول زیر مشاهده می‌شود.
| مفرد | جمع ناشناس        | جمع ناشناس          | معنای فارسی |
| ---- | ----------------- | ------------------- | ----------- |
| داڵگ | داڵگان (Daĺig-an) | داڵگەیل (Daĺig-eyl) | مادران      |
| شار  | شاران (Şar-an)    | شاره‌یل (Şar-eyl)    | شهرها       |
| ماڵ  | ماڵان (Maĺ-an)    | ماڵه‌یل (Maĺ-eyl)    | خانه‌ها      |

### جمع شناس (معرفه)
در کردی کرماشانی اسم ناشناس (نکره) با پسوند /ـه‌گه/ (ege) به اسم شناس (معرفه) تبدیل می‌شود. اسم مفرد شناس نیز غالباً با پسوند /ـه‌گان/ (egan) جمع بسته می‌شود. اما اسم ناشناس جمع‌بسته‌شده نیز می‌تواند شناس شود که برای این کار از پسوند /ـه‌یله‌گه/ (eylege) استفاده می‌شود. مثال:
| مفرد شناس | جمع شناس               | شناس کردن جمع ناشناس        | معنای فارسی |
| --------- | ---------------------- | --------------------------- | ----------- |
| کتاوه‌گه   | کتاوه‌گان (Kitaw-egan)  | کتاوه‌یله‌گه (Kitaw-eyl-ege)  | کتاب‌ها      |
| داره‌گه    | داره‌گان (Dar-egan)     | داره‌یله‌گه (Dar-eyl-ege)     | درخت‌ها      |
| پێنۊسەگە  | پێنۊسه‌گان (Pênüs-egan) | پێنۊسه‌یله‌گه (Pênüs-eyl-ege) | قلم‌ها       |

## نمونه یک متن ادبی
ئه‌و چێشته‌ گ چۊ زانست له دیرووک توومار کریاێه ڕا و ئه‌نیشه‌ێ ڕچه‌شکنه‌یل فه‌لسه‌فه له سه‌دان ساڵ وه‌رجه زاین بۊیه. فه‌ڵسه‌فه وه‌رجه سۆقرات، چاودێر زانسته‌یل سرشتی بۊیه و کارێگه‌و کردار، باوه‌ڕ، دین و ئاین خه‌ڵک نێاشتێیه. وه سه‌ر ئێ بێ باێه‌خی‌یه‌وه له سه‌ره‌تاێ دامه‌زریان کوومه‌ڵگایل شاری و ژیار به‌شه‌ری زۊنه، ته‌نانه‌ت وه‌رجه وه دی هاتن دینه‌یل گه‌ورا، به‌شه‌ر په‌ێ وه قۊلی و گرانی خێ (ئه‌خڵاق) و فه‌رهه‌نگ و ئه‌ده‌بیات واوه‌سه و په‌ێوه‌ندارێ بردۊد و ئاگا بۊ له ڕوڵ گران ئێ فاکتۆره له ژیان خوه‌ی. وه‌ێ جووره تۊه‌نیم بۊشیم، په‌ند پێشه‌نان وه‌رجه ده‌سه‌به‌نی ئه‌ڕا زانسته‌یل و ته‌نانه‌ت بۊن فیلسووفه‌یل، بۊه و ژیاێه. به‌شه‌ر خاوه‌ن ژیار تۊه‌نسێیه خاس و گه‌ن له یه‌که‌و بکه‌ێد و له رۊ ئه‌زموون و خاوه‌نداری له ئۆستووره و مه‌ته‌ڵه‌یل زۊنه، واته و ده‌سته‌واژه‌ێ ئه‌خڵاقی بسازێد. وه پاێه‌ێ په‌خشانه‌یل دیرووکی ئه‌ڕا یه‌کم جار ئه‌ره‌ستوو ده‌س کرده کوو کردن واته‌ێ پێشه‌نان، گ هۊچ لاپه‌ڕهێگ له لێ وه ده‌س که‌س نه‌ڕه‌سیه. ئوو هه‌رسه‌ێ فره له فیلسووفه‌یل و هه‌ڵبه‌ستوانه‌یل ئه‌و سه‌رده‌مه چۊ: ئه‌فلاتوون، ئاپۆلۆنیۆس، ئۆریپیدس و ... له ناو کاره‌یلێان چۊ به‌شێگ له ئه‌ده‌بیات، له‌ێ واته‌یله بردیانه کار، هۊچکامێان کارێگ تایبه‌ت له‌سه‌ر ئێ گه‌په نه‌کردن.

## یک نمونه شعر از شامی کرماشانی
وڵم که
| شه‌ره‌ف کوشیا و وژدان جوانه‌مه‌رگ بی   |  | وه بێ وژدانی حه‌ێرانم وڵم که |
| وه ئه‌رواێ شه‌ره‌ف سه‌وگه‌ند، دائم      |  | مه‌لوول مه‌رگ وژدانم وڵم که   |
| نه‌کرد که‌س ده‌عوه‌تم، خوه‌م بیمه مێمان |  | وه کار خوه‌م په‌شێمانم وڵم که |
| وڵم که تا نه‌وه‌ێ که‌س په‌ێ وه ده‌ردم   |  | دۆ سێ ڕووژێ ک مێوانم وڵم که |
| وڵم که‌ی، یا نیه‌که‌ی ڕه‌حمی وه حاڵم   |  | ته‌نم کردیده زندانم وڵم که   |

## نمونه یک شعر به کردی کرماشانی

### بێستۊن
| ئه‌ر هه‌ێ بێستۊن سه‌ر به‌رز بێ باک |  | قامه‌ت که‌شیده تا ئه‌وج ئه‌فڵاک      |
| ئه‌ڕاخه‌مینی؟ په‌ێ کی خه‌مباری؟    |  | داخ کام ئه‌زیز وه سینه داری؟      |
| تو مه‌هره‌م راز کام ده‌رده‌داری؟   |  | وه هجران کی وه‌ێ ته‌ور خه‌مباری؟    |
| راز کام ئاشق ها سینه‌ێ پاکد؟    |  | ئاود چۊ زه‌م‌زه‌م، کیمیاس خاکد      |
| سینه‌د جاێ تیشه‌ێ کام دڵنه‌وازه؟  |  | وه جاێ هه‌ر تێشه‌ش یه‌ێ دونیا رازه؟ |
| وه زاهر بێ خه‌م وه دڵ ناڵانێ    |  | فه‌رسووده وه زام ئوقده‌ێ ساڵانێ    |
| نیشانه‌ێ دیرین تاریخ مادی       |  | رازدار ئه‌شق شیرین فه‌رهادی        |
| ئه‌و دو ناکامه وه لاێ تو مردن   |  | راز ئه‌شقبازی وه تو سپڕدن         |
| شاهد ره‌نجه‌یل فه‌رهاد پاکی       |  | وه زه‌رب تێشه، سینه سه‌د چاکی      |
| له‌وح ئفتخار گه‌نجینه‌ێ رازی      |  | ئوستوار قامه‌ت سینهفه‌رازی         |
| قه‌رارگاێ شیرین شه‌ودێز سواری    |  | ماواێ ئاشقان دڵ بێقه‌راری         |
| جاێ سه‌ێر و شکار نوو نه‌هاڵانێ   |  | به‌هه‌یشت به‌رین کورده ماڵانێ       |
| سینه خراشیاێ تیشه‌ێ فه‌رهادێ     |  | سرووشت ئه‌نه‌خورد خته‌ێ ئابادێ      |
| ئه‌ێ قوله‌ێ سه‌ربه‌رز ئه‌ڕام ئه‌زیزی |  | جاێ ده‌سه‌ڵات خه‌سرو په‌رویزی        |
| سه‌راود ئه‌سرین گریانه چه‌ود      |  | وه لای گاماسیاو چۊ به‌یده‌و خه‌ود   |
| هێمان تووز خه‌م‌ها بان شاند      |  | ئه‌ور دڵته‌نگی وارێد وه باند       |
| توای تا وه کێ خه‌مین بنیشێ      |  | په‌ێ مرگ فه‌رهاد هه‌ر ئاخ بکیشێ     |
| سه‌ربه‌رز خه‌مین خوه‌م شه‌ریکدم     |  | هامراز شه‌وه‌یل دڵ خه‌ریکدم         |
| هه‌م تو خه‌مینی هه‌م مْ خه‌مبارم    |  | تو زه‌خمی تیشه مْ زه‌خمێ یارم       |

## تفاوت لهجهٔ کردی کرماشانی با لهجهٔ اردلانی (سنندجی)
در اینجا سعی شده به برخی تغییرات به وجود آمده و تفاوت‌های لهجهٔ کردی کرماشانی در مقابل لهجهٔ کردی اردلانی (سنندجی) اشاره شود که در جدول زیر با چند نمونه از آن‌ها آشنا می‌شویم.
| کرماشانی | سنندجی    | فارسی     |
| -------- | --------- | --------- |
| هولوو    | هه‌شتاڵوو  | هلو       |
| ئیسە     | ئایسە     | الان      |
| نیەزانم  | نازانم    | نمی دانم  |
| بچیمن    | بچین      | برویم     |
| بچم      | بچم       | بروم      |
| خوه‌یشک   | خوه‌یشک    | خواهر     |
| ئێوه     | ئێوه      | شما       |
| تیوڵ     | ته‌وێڵ     | پیشانی    |
| بچوو     | بچۆ       | برو       |
| مل       | مل        | گردن      |
| مناڵ     | مناڵ      | بچه       |
| مه‌لۊچگ   | مه‌لووچه‌گ  | گنجشک     |
| خه‌رووشک  | که‌ورێشک   | خرگوش     |
| ڕووی     | ڕێوی      | روباه     |
| چه ئۊشێ  | چه ئه‌یژێت | چه می‌گوید |

## ویژگی‌های اجتماعی
ویژگی‌های مختلف اجتماعی و تاریخی در جامعۀ کردهای اهل شهر کرمانشاه از قبیل رشد بازار و مبادله، اهمیت موقعیت اجتماعی و طبقاتی، ارتباط با دیگر مناطق ایران و کردستان، قرار گرفتن در بین کلانشهرهای ایران و مسائل مشابه مجموعاً سبب به وجود آمدن لهجۀ کردی خاصی در کرمانشاه شده‌است که می‌توان آن را بازتابی از فرهنگ کرمانشاهی دانست. کردی کرماشانی گویشی ارتباطی و از جمله لهجه‌های باپرستیژ کردی در سطح استان کرمانشاه است. با توجه به توانش زبانی گویش‌وران، انواع مختلفی از این لهجه در سطح شهر کرمانشاه صحبت می‌شود. اشعار پرتو کرمانشاهی و برخی از آهنگ‌های کردی شهرام ناظری به این لهجه خوانده می‌شوند.